# كاديم هارديسون
كاديم هارديسون (بالإنجليزية: Kadeem Hardison)‏ مواليد 24 يوليو 1965 في بروكلين، نيويورك، الولايات المتحدة، هو ممثل أمريكي بدأ مسيرته الفنية سنة 1981. من أبرز الأعمال التي شارك فيها عرض كوسبي.

## الأعمال

### أفلام
- وصيف الشرف (2008) (بدور: فيليكس)

### مسلسلات
| السنة | العمل            | الدور         |
| ----- | ---------------- | ------------- |
| 1984  | عرض كوسبي        | فيليب واشنطن  |
| 1994  | فرسان الكوكب     |               |
| 1997  | ممسوس بملاك      | مارك هاميلتون |
| 2000  | أطلق الرصاص علي! |               |
| 2006  | اسمي إيرل        |               |
| 2006  | هاوس             |               |
| 2007  | غيرلفريندز       |               |
| 2009  | كولد كيس         |               |
| 2010  | شبح هامس         | دين أولسون    |
| 2012  | فاميلي غاي       |               |
| 2016  | خارق للطبيعة     |               |

### ألعاب فيديو
- بيوند: تو سولز (2013) (بدور: كول فريمان)

## روابط خارجية
- كاديم هارديسون على موقع IMDb (الإنجليزية)
- كاديم هارديسون على موقع ألو سيني (الفرنسية)
- كاديم هارديسون على موقع أول موفي (الإنجليزية)
- كاديم هارديسون على موقع قاعدة بيانات الأفلام السويدية (السويدية)
- كاديم هارديسون على موقع إن إن دي بي (الإنجليزية)
- كاديم هارديسون على موقع قاعدة بيانات الفيلم (الإنجليزية)
- كاديم هارديسون على موقع كينوبويسك (الروسية)